# Sadyk Łałajew
Sadyk Salech Ogły Łałajew (ros. Садык Салех Оглы Лалаев; ur. 23 listopada 1996) – rosyjski zapaśnik walczący w stylu klasycznym. Brązowy medalista mistrzostw świata w 2024, a także mistrzostw Europy w 2024 i 2025. Trzeci na ME U-23 w 2019 roku.
Trzeci na mistrzostwach Rosji w 2019 i 2023 roku.